# 제102SS중전차대대
제102SS중전차대대(독일어: Schwere SS-Panzer-Abteilung 102)는 제2차 세계 대전 당시 무장친위대의 중전차대대다. 이들은 제2SS기갑군단의 일부로 오버로드 작전에 참여했으나 거의 전멸당했다. 제502SS중전차대대로 이름이 바뀐 후, (독일어: Schwere SS-Panzer-Abteilung 502) 부대는 할베 전투에서 1945년 3월 완전히 전멸했다.

## 형성

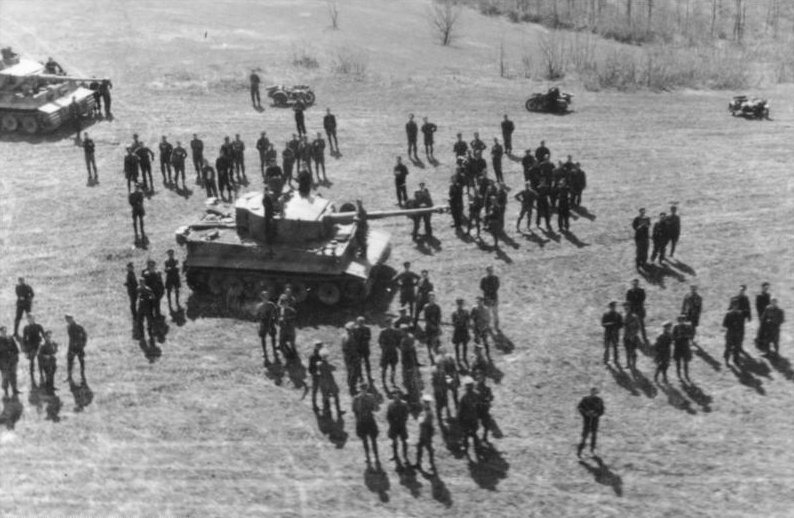
하인리히 힘러가 1943년 러시아에서 대대의 전차를 검사하고 있다.

1943년 4월, 무장친위대는 6호 전차 티거 1로 무장한 중전차여단 여럿을 편성할 것을 명령했다. 동부 전선에서 이들은 전격전에 사용될 것이었다. 각각의 중전차여단의 무장친위대의 군단과 연계될 예정이었고, 102전차여단은 제2SS기갑군단과 연계되었다. 기본적으로 각 중전차여단은 티거 1호의 집단으로 구성되어 있었다. 1943년 7월, 102SS중전차여단의 후임 부대인 제2SS기갑사단 다스 라이히가 14대의 티거 1호를 받았다.

## 노르망디
대대는 연합군의 노르망디 상륙 이후 노르망디로 보내졌다. 대대는 노르망디에서 거의 파괴당하였다. 대표적인 전투가 팔레즈 포위전으로 이들은 여기서 궤멸되기 직전까지의 피해를 입었다. 결국 1944년 9월 이들은 개편을 위해 독일로 철수했다. 이들은 세넬라제에 주둔하며 제502중전차대대로 개명했다.

## 할베 전투
제502중전차대대로 개명한 이후 티거 2로 무장한 이들은 오데르 전선에서 소련군에 대한 방어전에 참전했다. 베를린 공방전 동안 대대는 할베 전투에서 포위당해 거의 전멸했다.

## 지휘 사령관
- 돌격대지도자 한스 베이스  (1944.3 - 1944.8.18)
- 돌격대지도자 쿠르트 하르트램프 (1944.8.19 - 1945.4)

## 참고 자료
- Fey, William [1990] (2003). Armor Battles of the Waffen-SS. Stackpole Books. ISBN 978-0-8117-2905-5
- Ripley, Tim (2005). The Waffen-SS at War: Hitler's Praetorians 1925-1945. Zenith Imprint. ISBN 0-7603-2068-3
- Schneider, Wolfgang (2001). Tiger im Kampf II. J.J. Fedorowicz Publishing ISBN 3-935107-02-1